# Новий світовий лад (конспірологічна теорія)

Емблема Нового світового ладу згідно з думкою конспірології

Новий світовий лад (англ. New World Order, лат. Novus Ordo Seclorum (вар. Novus Ordo Mundi)) — вживане в основному в політиці для позначення різноманітних явищ в сьогоденні і прогнозів на майбутнє світового устрою.
У теорії конспірації термін «Єдиний світовий лад» або ЄСЛ посилається на появу бюрократично-колективістського єдиного світового уряду. Загальною темою у теорії конспірації є існування прихованої могутньої еліти з глобальними задумами (світової закуліси), що таємно керує планетою через авторитарний світовий уряд за допомогою знищення суверенності етнічних держав, введення єдиного монарха та всеосяжної ідеології. Істотні випадки в політиці та фінансах — це організовані маніпуляції з боку багатьох організацій. Численні історичні та поточні події бачаться як кроки в змові, що продовжується задля досягнення світової переваги через секретні політичні збори і процеси ухвалення рішення. До початку 1990-х теорія конспірації була обмежена двома американськими субкультурами — перш за все, войовничо анти-урядовим рухом та фундаменталістськими християнами, світогляд котрих торкався кінцевого часу Антихриста. Скептики такі як Майкл Баркун і Чип Берлет виразили занепокоєння, яке не тільки було підтримано реакційними колами прихильників теорії конспірації про «Новий світовий лад» і багатьма лівими теоретиками конспірації, але і просочилось в популярну культуру, таким чином, урочисто ввівши в життя людей сценарій підготовки до апокаліптичного кінця Сполучених Штатів кінця 20 та початку 21 ст. Політологи попереджали, що ця масова істерія може мати не скільки «тероризм відокремленого вовка», але і руйнівні ефекти в американському політичному житті, як наприклад право приєднання до революційного руху Третьої Позиції, здатного до скидання встановлених політичних повноважень.

## Історія терміна
Впродовж 20-го століття багато державних діячів, такі як Вудро Вільсон та Вінстон Черчилль, використовувало термін «Новий світовий лад», посилаючись на початок нового періоду історії, що служить доказом різкої зміни політичної думки у світі та рівноваги сил після двох світових війн. Вони всі вбачили у цьому можливості здійснювати ідеалістичні або ліберальні пропозиції для глобального управління в сенсі нових колективних зусиль виділити, проаналізувати і, можливо, вирішити проблеми, які виходять за кордони окремих етнічних держав. Ці пропозиції призводили до створення міжнародних організацій, як, наприклад, Організація Об'єднаних Націй і НАТО, і міжнародних режимів — Бреттон-Вудська система і Загальний Договір з Тарифів і Торгівлі — що підтримували рівновагу сил, упорядковували співпрацю між націями, щоб досягти мирної фази капіталізму. Ці перетворення і інтернаціоналізм взагалі завжди критикувалися.
Через наслідки двох світових війн прогресивні діячі вітали ці нові міжнародні організації і режими, але стверджували, що вони страждають від демократичного дефіциту і тому були неадекватні, не лише не можуть запобігти новій глобальній війні, але й заохотити глобальне правосуддя.
У 2009 році американські кінорежисери Люк Майєр  і Ендрю Ніл  випустили критичний документальний фільм, який досліджує світ теоретиків конспірації, таких як американський радіоведучий Алекс Джонс, який спонукав людей до демонстрацій і енергійно обстоював думку тих, хто сприймає «Новий світовий лад» як реальну загрозу.

## Критика
Скептики теорії конспірації «Нового Світового Ладу» звинувачують її прибічників у сліпій вірі, що істотні факти історії обов'язково злі; що централізація розміщує теорії конспірації в розгортанні історії, замість соціальних і економічних сил; термоядерній параної, нерозбірливому поглинанні побоювань від будь-якого джерела.